# Mellansjön (Vittsjö socken, Skåne)
Mellansjön är en sjö i Hässleholms kommun i Skåne och ingår i Helge ås huvudavrinningsområde. Sjön är 2,5 meter djup, har en yta på 0,208 kvadratkilometer och befinner sig 100,9 meter över havet.

## Delavrinningsområde
Mellansjön ingår i det delavrinningsområde (624906-136699) som SMHI kallar för Utloppet av Pickelsjön. Medelhöjden är 119 meter över havet och ytan är 41,59 kvadratkilometer. Räknas de 4 avrinningsområdena uppströms in blir den ackumulerade arean 122,27 kvadratkilometer. Vieån (Osbäcken) som avvattnar avrinningsområdet har biflödesordning 2, vilket innebär att vattnet flödar genom totalt 2 vattendrag innan det når havet efter 106 kilometer. Avrinningsområdet består mestadels av skog (63 %) och sankmarker (15 %). Avrinningsområdet har 2,84 kvadratkilometer vattenytor vilket ger det en sjöprocent på 6,8 %. Bebyggelsen i området täcker en yta av 1,84 kvadratkilometer eller 4 % av avrinningsområdet.